# Józef Mozga
Józef Mozga (ur. 29 marca 1910 w Godzianowie, zm. 29 marca 1990) – dziennikarz radiowy, działacz ruchu ludowego, kapitan Wojska Polskiego.

## Życiorys
Od 1929 pracował jako czeladnik krawiecki. W 1932 ukończył naukę w Szkole Spółdzielczości Rolniczej w Nałęczowie i studia na Wiejskim Uniwersytecie Orkanowym w Gaci. W latach 1933–1934 odbywał służbę w 18 Pułku Piechoty w Skierniewicach, a następnie był księgowym. W 1941 podczas II wojny światowej został partyzantem Batalionów Chłopskich oraz był szefem kolportażu konspiracyjnej pracy Stronnictwa Ludowego „Roch” i Batalionów Chłopskich w powiecie skierniewickim oraz dowódcą drużyny łączności Komendy Obwodu Batalionów Chłopskich. Organizował wówczas konspiracyjne gimnazjum w Godzianowie.
W 1946 uzyskał świadectwo dojrzałości w Godzianowie. W latach 1946–1950 studiował socjologię na Uniwersytecie Łódzkim. Jednocześnie został członkiem Zarządu Wojewódzkiego ZMW RP „Wici” w Łodzi, a także Zarządu Głównego ZMW RP „Wici” (1946–1948) i kierownikiem Wydziału Oświaty i Kultury Zarządu. Był członkiem Rady Naczelnej Związku Młodzieży Polskiej (1948–1956), a także kierownikiem referatu kształcenia korespondencyjnego (1948–1951) oraz kierownikiem Korespondencyjnego Gimnazjum i Liceum przy Zarządu Głównego.
Był członkiem Centralnego Związku Młodzieży Wiejskiej (od 1925), Związku Młodzieży Wiejskiej RP (od 1928), Polskiej Zjednoczonej Partii Robotniczej (1954), działał w młodzieżowych zespołów artystycznych. Publikował artykuły w pismach „Wici” i „Wieś” oraz opisywał notatki z życia organizacji młodzieżowych pow. skierniewickiego.

### Działalność radiowa
W 1946 współorganizował Ludowy Instytut Muzyczny. Od 1952 pracował w Łódzkiej Rozgłośni Polskiego Radia – w 1956 został kierownikiem redakcji Folkloru, a w 1958 audycji satyrycznej „Wesoły Autobus” wraz z Wojciechem Drygasem. W latach 1952–1958 współorganizował w ramach Wydziału Kultury Prezydium Wojewódzkiej Rady Narodowej w Łodzi przeglądy kapel, piosenkarzy i gawędziarzy ludowych. Był autorem kilkudziesięciu gawęd opublikowanych w 1953 pt. U nas i u sąsiadów. Popularyzował w Polskim Radiu muzykę i piosenkę ludową.
Pochowany został na cmentarzu komunalnym „Doły” (kw. 32, rz. 3, gr. 1).

## Odznaczenia
- Krzyż Kawalerski Orderu Odrodzenia Polski,
- Krzyż Partyzancki,
- Odznaka „Zasłużony Działacz Kultury”[1],
- Medal 10-lecia Polski Ludowej[5].

## Nagrody
- Nagroda Komitetu do Spraw Radia i Telewizji Polskiego Radia i Telewizji za twórczość radiową I telewizyjną (1958),
- Nagroda Wojewódzkiej Rady Narodowej za upowszechnianie kultury, twórczości ludowej i etnografii (1964)[6].